# ゲリ・チピ
ゲリ・チピ（Geri Çipi, 1976年2月28日 - ）は、アルバニアの元サッカー選手。元アルバニア代表。ポジションはディフェンダー。

## 所属クラブ
- KSフラムルタリ・ヴロラ　1992 - 1998
- NKマリボル　1998 - 2000
- KAAヘント　2000 - 2003
- アイントラハト・フランクフルト　2003
- SCロートヴァイス・オーバーハウゼン　2004
- KFティラナ　2004 - 2007